# Centrál
Centrál je polyfunkční budova v Bratislavě postavená mezi zdejšími ulicemi Trnavské mýto, Miletičova a Jelačičova. V těchto místech stávaly Lázně Centrál. Objekt výškové budovy se podle návrhu Ivana Kubíka budoval mezi roky 2009 a 2012. Developerem projektu je společnost Immocap Group. Celý komplex obsahuje dvacetipodlažní kancelářskou budovu s výškou 83,5 m, dále čtrnáctipodlažního hotelu a objektu s nákupní galerií či pětadvacetimetrovým plaveckým bazénem. V původním projektu se navíc ještě uvažovalo i s byty.
V nákupním centru se nachází asi 150 obchodů nabízejících například oděvy, obuv, sportovními potřeby, elektro či šperky. V podzemí této budovy jsou situována tři podlaží parkovišť, z nichž vrchní dvě slouží pro návštěvníky nákupního centra a nejspodnější podlaží je určeno k parkování automobilů zaměstnanců společnosti Orange a návštěvníků Hotelu Lindtner, jenž byl otevřen v březnu 2013. První podlaží nákupního centra zabírá na rozloze 2600 m² prodejna potravin.
V nejvyšším poschodí jsou umístěny restaurace a rychlé občerstvení. K dispozici je též zelená střecha, kterou je možné za příhodného počasí využívat k oddechu a posezení na instalovaných lavičkách. Na střeše je také umístěn i dětský koutek.